# Quintá (Los Nogales)
Quintá (llamada oficialmente San Pedro de Quintá) es una parroquia y una aldea española del municipio de Los Nogales, en la provincia de Lugo, Galicia.

## Organización territorial
La parroquia está formada por 4 entidades de población:
- Mazo (O Mazo)
- Quintá
- Vilabol
- Vilela

## Demografía

### Parroquia
| Gráfica de evolución demográfica de Quintá (parroquia) entre 2000 y 2020 |
|                                                                          |
| Datos según el nomenclátor publicado por el INE.                         |

### Aldea
| Gráfica de evolución demográfica de Quintá (aldea) entre 2000 y 2020 |
|                                                                      |
| Datos según el nomenclátor publicado por el INE.                     |